# Муравьиный лев линейчатый
Муравьиный лев линейчатый (Deutoleon lineatus) — вид сетчатокрылых насекомых из семейства муравьиных львов (Myrmeleontidae). 

## Систематика
Крупный европейско-сибирский вид, единственный представитель рода Deutoleon.  Ряд исследователей рассматривают подвид D. lineatus turanicus Navas, 1927 в качестве самостоятельного вида.

## Описание
Длина тела 30—35 мм, размах крыльев до 70—80 мм. Длина переднего крыла 38—43 мм, заднего крыла — 38—42 мм. Муравьиный лев с тёмным телом и лимонными, желтоватыми или сероватыми прозрачными крыльями. В покое вершина брюшка не выступает из-под сложенных крыльев. Половой диморфизм проявляется в наличии у самок бурого пятна на мембране заднего крыла в дистальной его части. Голова вместе с глазами несколько шире среднегруди. Голова округло-треугольная. Глаза крупные, полушаровидные. Лицо жёлтого цвета, наличник с длинными черными торчащими волосками. Под усиками идёт тёмно-бурая полоска, распадающаяся иногда на три слитых пятна. Лоб полностью тёмно-бурого цвета. Темя и затылок светло-бурого цвета (до жёлтого) с тёмно-бурым (до чёрного) рисунком из отдельных пятен. Усики тёмно-бурые, почти чёрного цвета, по длине приблизительно равны груди. Грудь жёлто-коричневого цвета, с развитым тёмно-бурым рисунком. Переднеспинка с тремя продольными желтыми полосками; среднеспинка и заднеспинка — с двумя. Ноги развитые и мощные. Бедра ног жёлтые с продольной бурой полоской. Голени жёлтые, с бурыми пятнышками. Шпоры кирпично-красные, мощные, резко изогнуты у середины.. Брюшко длинное, почти цилиндрическое или несколько сжатое с боков. Равномерно покрыто густыми короткими черными волосками. Крылья ланцетовидные, прозрачные, вершина заднего крыла иногда является клювообразно изогнутой. Крылья с густым сетчатым жилкованием, слабо затемнены. Продольные и поперечные жилки одноцветные жёлтые.
У подвида D. lineatus turanicus Navas, 1927 окраска некоторых жилок на крыльях бурая или пёстрая, с чередующимися желтыми и бурыми участками. Апикальное поле переднего крыла за счёт бурой окраски выглядит рябым.

## Ареал
D. lineatus lineatus: Восточная Европа, юг европейской России, Южная и Восточная Сибирь, Забайкалье, Приморье, Китай, Казахстан, Монголия. Общий ареал вида во второй половине XX века значительно сократилась в связи с преобразованием человеком степных ландшафтов.
D. lineatus turanicus: Китай, Монголия, Восточный Казахстан, Южная и Восточная Сибирь, Забайкалье, Приморье. В Европе и в Западном Казахстане отсутствует.

## Биология
Вид с исключительно дневной активностью. Время лёта с начала июня по конец августа. Имаго встречаются на открытых степных участках или в редколесьях на склонах сопок. Полёт неровный. Хищники. Яйца откладывают в почву по одному. Местообитания личинок неизвестны, а сами личинки достоверно не описаны.